# Diaphorus nigricans
Diaphorus nigricans är en tvåvingeart som beskrevs av Johann Wilhelm Meigen 1824. Diaphorus nigricans ingår i släktet Diaphorus och familjen styltflugor. Arten är reproducerande i Sverige. Inga underarter finns listade i Catalogue of Life.